# L'Actualité
Pour les articles homonymes, voir Actualité (homonymie).
 (mai 2018).
Si vous disposez d'ouvrages ou d'articles de référence ou si vous connaissez des sites web de qualité traitant du thème abordé ici, merci de compléter l'article en donnant les références utiles à sa vérifiabilité et en les liant à la section « Notes et références ».
L'Actualité (typographié L'actualité par l'éditeur) est un magazine mensuel et un site web québécois fondé en 1976 et appartenant à Mishmash Média. Il publie des reportages, analyses et commentaires sur des sujets nationaux et internationaux.

## Historique
Le magazine L'Actualité est né de la fusion de deux publications : le Magazine Maclean et Actualité. Le premier titre, une adaptation française de Maclean's, est publié à partir de 1961 par la société Maclean-Hunter en tant que version française du Maclean's, un périodique anglophone fondé en 1905. À partir de 1975, son rédacteur en chef est Jean Paré. Il connaît cependant des difficultés financières. Le second tire son origine d'une revue fondée en 1909 par le jésuite Armand Proulx et appelée Ma paroisse. Elle prend le nom d'Actualité en 1960 et change de format en 1965 pour devenir un magazine d'informations générales. Actualité connaît lui aussi des problèmes financiers et est racheté en avril 1976 par Maclean-Hunter. Le nouveau propriétaire annonce peu après la fusion des deux publications sous le nom de L'Actualité.
Le premier numéro de L'Actualité paraît en septembre 1976. Le nouveau mensuel, dont la devise est « le Magazine des Québécois », se consacre à la politique, l'économie, la culture et des sujets sociaux. Ses fondateurs sont Lloyd M. Hodgkinson et Jean Paré, respectivement éditeur et rédacteur en chef (ce dernier cumulera les deux fonctions à partir de 1979). À compter de 1990, le magazine paraît vingt fois par année. En 1994, l'entreprise Rogers Media fait l'acquisition du groupe Maclean Hunter et devient ainsi propriétaire de L'Actualité.
Le 15 novembre 1998, Jean Paré signe son dernier numéro en tant que rédacteur en chef de L'Actualité, le 332e depuis sa fondation, et passe les rênes à une nouvelle rédactrice en chef, Carole Beaulieu qui lors de sa retraite passa les rênes à Charles Grandmont . De 2021 à 2024, c'est Claudine St-Germain qui est rédactrice en chef, après avoir été rédactrice en chef adjointe depuis 2017. Depuis 2024, Éric Grenier occupe les fonctions de rédacteur en chef, après avoir occupé celles de rédacteur en chef adjoint de 2020 à 2024. Depuis décembre 2000, Marc Blondeau, Paule Beaugrand-Champagne, Réal Germain et Carole Beaulieu se sont succédé au poste d'éditeur. 
En 2013, le magazine québécois L’Actualité a récolté six prix or lors de la soirée de la Fondation nationale des prix du magazine, soit un nombre record pour une même publication. 
Rogers Media, qui s'est départi de plusieurs publications, a vendu le magazine, en 2016, à Mishmash Média, société créée par le fonds d'investissement XPND Capital. Ce fonds a comme associé principal l'homme d'affaires Alexandre Taillefer,,.

### Quelques dates
- Septembre 1976 : Fondation de L'Actualité
- Mars 1990 : L'Actualité passe de 12 à 20 numéros par année
- Novembre 1992 : Le numéro traitant du référendum sur l'accord de Charlottetown bat des records de ventes : 241 621 exemplaires.
- Novembre 1998 : Carole Beaulieu est nommée rédactrice en chef
- Décembre 2000 : Marc Blondeau est nommé président et éditeur
- Septembre 2001 : L'Actualité célèbre son 25e anniversaire
- Décembre 2005 : Paule Beaugrand-Champagne est nommée éditrice
- Septembre 2006 : L'Actualité célèbre son 30e anniversaire
- Juillet 2008 : Réal Germain est nommé éditeur.
- Juillet 2009 : Carole Beaulieu est nommée éditrice
- Septembre 2016 : L'Actualité célèbre son 40e anniversaire
- Décembre 2016 : L'Actualité devient une propriété de Mishmash Média.
- Janvier 2017 : Charles Grandmont est nommé rédacteur en chef
- Janvier 2021 : Claudine St-Germain est nommée rédactrice en chef

## Contenu
L'Actualité publie des reportages et essais sur l'actualité nationale et internationale. Au fil des ans, des écrivains et journalistes de renom ont signé des articles dans ses pages, dont Gilles Archambault, Benoît Aubin, Victor-Lévy Beaulieu, Lise Bissonnette, Josée Blanchette, Marie-Claire Blais, Denise Bombardier, Dominique Demers, Martine Desjardins, Pierre Foglia, Lysiane Gagnon, Jacques Godbout, Micheline Lachance, Jean-François Lisée, Gilles Marcotte, Richard Martineau, Madeleine Ouellette-Michalska, Lucie Pagé, Nathalie Petrowski, Louis-Bernard Robitaille, John Ralston Saul, Mauricio Segura, notamment,,. Des Prix du magazine canadien, des prix de l'Association québécoise de éditeurs de magazine, des prix Jules-Fournier et des prix de la section canadienne francophone d'Amnesty International ont récompensé le travail de ses journalistes qui ont, à deux reprises, été en lice pour un prix Michener,,.
Des articles de L'Actualité ont provoqué controverses et débats. En 2015, une enquête signée Noémi Mercier et Alec Castonguay sur les agressions sexuelles dans les Forces armées canadiennes pousse le gouvernement du Canada à déclencher une enquête qui débouchera sur l'opération Honneur,. En 1996, un article de Luc Chartrand entraîne la démission du lieutenant-gouverneur du Québec, le comédien Jean-Louis Roux, après qu'il a reconnu avoir arboré la croix gammée lorsqu'il était étudiant pendant la Seconde Guerre mondiale. En 1991, un reportage de Michel Arseneault révèle que le travail des enfants, que le Québec a interdit au XIXe siècle, est redevenu légal et que des enfants de moins de 16 ans se blessent et se tuent au travail, suscitant des débats à l'Assemblée nationale du Québec,.

### Éducation
De 2000 à 2009, L'Actualité publie un classement des écoles secondaires du Québec, produit par l'Institut Fraser, en collaboration avec l'Institut économique de Montréal. Ce « Bulletin des écoles secondaires » classait 463 établissements publics et privés selon leurs résultats aux épreuves provinciales en quatre matières (français, anglais, sciences et mathématiques). La publication suscite une levée de boucliers, ses opposants estimant que ce classement tenait trop peu compte des différences socio-économiques des élèves et faisait finalement la promotion des établissements privés qui accueillent des élèves triés sur le volet. En 2008, la Centrale des syndicats du Québec lance alors une campagne d'envoi de cartes postales au magazine pour dénoncer un exercice qui « creuse les écarts entre les écoles et entre les jeunes, démotive le personnel et les élèves et ne contribue nullement à l'amélioration du système éducatif ». Le magazine considérait plutôt que ce « palmarès » permettait aux pouvoirs publics et aux parents de se mobiliser pour obtenir de meilleurs services dans les écoles qui étaient visiblement en difficulté. Le magazine a cessé de publier ce classement lorsque le gouvernement du Québec, ayant modifié les épreuves de fin d’année, a cessé de rendre les résultats disponibles.
En 1991 et en 1992, un palmarès des collèges publics et privés suscitera une levée de boucliers dans le monde de l'éducation. Conçu par un chercheur indépendant, le classement prend en considération non seulement le taux de diplomation, mais aussi l'encadrement offert aux étudiants, la qualité des installations sportives, le niveau de formation des enseignants, l'offre de résidences etc. Boycotté par les directions des collèges, qui refuseront de répondre au questionnaire sur lequel ce classement repose, n'aura que deux éditions.

### Politique
Le magazine publie, en 2017 et en 2018, un « Bulletin » sur la gestion des 19 principaux ministères du gouvernement du Québec, qui provoquera l'adoption d'une nouvelle politique en 2019. Conçue et réalisée par Marc-Nicolas Kobrynsky, spécialiste en gestion, cette analyse révélait que près de la moitié des ministères planifiaient mal ou pas du tout la gestion de leurs ressources. Le gouvernement de la Coalition avenir Québec (CAQ) adoptera en 2019 une nouvelle politique d'évaluation de la performance des ministères.
«Les dossiers secrets» du premier ministre Robert Bourassa, révélés en 1992, sont rédigés à partir de documents confidentiels de la négociation menée par le gouvernement libéral de l'époque avec le gouvernement fédéral dans le cadre d'un projet de réforme constitutionnelle, l'accord de Charlottetown. Ces documents, obtenus par Jean-François Lisée, à l'époque où il était journaliste, mettent en évidence les désaccords qui existaient entre les hauts fonctionnaires de la province et Robert Bourassa sur la meilleure façon de défendre les intérêts du Québec. Publiés peu avant le référendum québécois sur l'accord de Charlottetown, le 26 octobre 1992, ces dossiers contribueront à affaiblir le camp du Oui. Le Non l'emportera avec 54,3%.

### Illustrations et photographies
Des illustrateurs de réputation internationale ont été publiés dans les pages de L'Actualité, dont Steve Adams, Isabelle Arsenault, Philippe Béha, Gérard DuBois et Michel Rabagliati et Yayo. Parmi les photographes publiés, on trouve: Benoît Aquin, André Cornellier, Suzanne Langevin, Jean-François Lemire, Roger Lemoyne, Jacques Nadeau, Paolo Pellegrin, Renaud Philippe et Guillaume Simoneau.

## Archives
Le fonds d'archives du Magazine Maclean est conservé au centre d'archives de Montréal de Bibliothèque et Archives nationales du Québec.